# Karin Glenmark (musikalbum)
Karin Glenmark är det andra soloalbumet av Karin Glenmark. Detta självbetitlade album släpptes i september 1996 och musiken är skriven av Michael Saxell och texten av Jacques Werup. Vecka 34 1996 låg singeln "När livet är gott" etta på Sveriges Radio P4s mest spelade lista.

## Låtlista
1. När livet är gott - 4:06
2. Tysta natt - 4:06
3. Viska mitt namn - 3:40
4. Ett par vykort - 2:51
5. Länge, länge än - 3:48
6. I höstens ljus - 3:36
7. Låtsasliv - 2:57
8. Jag tände ljusen - 4:03
9. För alltid - 3:02
10. Otro - 3:58
11. Visst - 4:47

## Listplaceringar
| Lista (1996) | Placering |
| ------------ | --------- |
| Sverige      | 46        |

### Fotnoter
1. ↑  ”Karin Glenmark”. Svensk mediedatabas. 26 februari 1996. http://smdb.kb.se/catalog/id/001511538. Läst 20 augusti 2011.
2. ↑  ”Karin Glenmark”. Swedishcharts. 26 februari 1996. https://swedishcharts.com/showitem.asp?interpret=Karin+Glenmark&titel=Karin+Glenmark&cat=a. Läst 5 december 2019.